# Провінція Танґо
Провінція Танґо (яп. 丹後国 — танґо но куні, «країна Танґо»; 北丹州 — хокутансю, «провінція північна Тамба») — історична провінція Японії у регіоні Кінкі на острові Хонсю. Відповідає північній частині префектури Кіото.

## Короткі відомості
Провінція Танґо була утворена в результаті поділу провінції Тамба. Центр нової адміністративної одиниці знаходився у сучсному місті Маідзуру.
У 13 столітті провінцією Танґо керував місцевий рід Наґаї. Однак із заснуванням сьоґунату Муроматі, землі провінції перейшли до роду Іссікі, відгалуження родини Асікаґа. Новий володар правив Танґо до 1579 року, коли його було знищено силами роду Хосокава, васала Оди Нобунаґи.
У період Едо (1603—1867) провінція Танґо належала родині Кьоґоку. В цю епоху дана місцевість була важливим посередницьким центром, через який товари з району Японського моря, прибували до столиці.
У результаті додаткових адміністративних реформ 1876 року, провінція Танґо увійшла до складу префектури Кіото.

## Повіти
- Йоса 与謝郡
- Каса 加佐郡
- Кумано 熊野郡
- Нака 中郡
- Такено 竹野郡